# 高林 (浜松市)
高林（たかばやし）は静岡県浜松市中央区の町名。現行行政地名は高林一丁目～高林五丁目。住居表示実施済。

## 地理
浜松市中央区の中部、曳馬地区の西部に位置する。東で曳馬（一丁目・五丁目）及び助信町、西で住吉（三丁目を除く）、南で中沢町、北で曳馬六丁目と接する。

### 学区
- 浜松市立曳馬小学校
- 浜松市立曳馬中学校

## 歴史

### 沿革
- 1889年（明治22年）4月1日 - 町村制の施行により、敷知郡高林村が周辺の村と合併し、敷知郡曳馬下村となる。旧村名は曳馬下村の大字として残る[WEB 8]。
- 1891年（明治24年）6月11日 - 曳馬下村が曳馬村に改称する。
- 1896年（明治29年）4月1日 - 郡制の施行により、曳馬村の所属郡が浜名郡に変更となる。
- 1916年（大正5年）5月1日 - 曳馬村の一部（大字高林の一部・大字野口・大字下池川・大字船越一色・大字中沢・大字八幡・大字上池川）が浜松市に編入される[WEB 8]。
- 1934年（昭和9年）2月11日 - 曳馬村が町制施行し、曳馬町となる。
- 1936年（昭和11年）2月11日 - 曳馬町が浜松市に編入される。
- 1940年（昭和15年） - 大字高林から高林町へ住所表記を変更する[WEB 9]。
- 1981年（昭和56年）6月1日 - 住居表示の実施に伴い、高林町の一部により、高林一丁目～高林五丁目が成立（高林二丁目は助信町の一部を、高林四丁目は住吉四丁目の一部及び住吉町全域を含む）。なお、住吉町はこの時に廃止された[WEB 10]。
- 1985年（昭和60年）1月1日 - 住居表示の実施に伴い、高林町の一部により、曳馬五丁目が成立。また、曳馬町・高林町の各一部を合わせて曳馬六丁目が成立[WEB 10]。
- 2002年（平成14年）11月1日 - 住居表示の実施に伴い、高林二丁目が高林町全域を編入。なお、高林町はこの時に廃止された[WEB 10]。
- 2007年（平成19年）4月1日 - 浜松市が政令指定都市となる。高林は中区の一部となる。
- 2012年（平成24年）3月30日 - 遠鉄ストアフードワン高林店が営業開始する。
- 2024年（令和6年）1月1日 - 浜松市の行政区再編により、高林は中央区の一部となる。

## 施設
- 学校法人興誠学園浜松学院中学校・高等学校
- エネジン 本社
- 静岡銀行山下支店
- 遠鉄ストアフードワン高林店
- スギ薬局高林店
- クリエイトエス・ディー浜松高林店
- コジマ×ビックカメラ浜松店
- ローソン浜松高林二丁目店
- ファミリーマート（浜松高林店、浜松高林四丁目店）
- 臨済宗方広寺派華木山少林寺
- 白山神社

## 交通

### バス
- 遠鉄バス
  - 53・56萩丘都田線：（浜松駅（市役所前経由） 方面 - ）少林寺入口 - 高林西 - 谷田口橋 - 浜松中央署 - 四ツ池公園入口（ - 半田・染地台／都田・フルーツパーク 方面）
  - 61内野台線（浜松駅（尾張町経由） 方面 - ）常楽寺入口 - 遠鉄ストアフードワン高林店 - 高林中 - 曳馬橋（ - 内野台車庫・サンストリート浜北 方面）

### 道路
- 国道152号（飛龍街道）
- 浜松市道中野町三方原線（住吉バイパス）
- 浜松市道田町高林線（二俣街道）
- 元浜曳馬1号線（楽器中通り）

## その他

### 警察
警察の管轄区域は以下の通りである。
| 番・番地等 | 警察署         | 交番・駐在所 |
| ---------- | -------------- | ------------ |
| 全域       | 浜松中央警察署 | 柳通交番     |

### 消防
消防の管轄区域は以下の通りである。
| 番・番地等 | 消防署   | 本署/出張所 |
| ---------- | -------- | ----------- |
| 全域       | 中消防署 | 本署        |

### WEB
1. ↑  “h02_22.csv”.   総務省 (2022年2月10日). 2024年10月6日閲覧。
2. ↑  “chuouku_menseki.xlsx”.   浜松市 (2024年3月12日). 2024年10月6日閲覧。
3. ↑  “zissizennzi.pdf”.   浜松市 (2024年1月4日). 2024年6月19日閲覧。
4. ↑  “静岡県 浜松市中央区 高林の郵便番号 - 日本郵便”.   日本郵便. 2025年2月15日閲覧。
5. ↑  “市外局番の一覧”.   総務省 (2022年3月1日). 2024年6月19日閲覧。
6. ↑  “事業所案内及び管轄地域（事務所3件、分室3件）”.   一般社団法人静岡県自動車会議所. 2024年6月19日閲覧。
7. ↑  “zissiitiran1.pdf”.   浜松市 (2024年1月4日). 2024年6月19日閲覧。
8. 1 2  “historyofcities.pdf”.   静岡県総務部合併推進室・財団法人静岡県市町村振興協会. 2024年9月18日閲覧。
9. ↑  “解説ページ”.   株式会社エア. 2024年10月6日閲覧。
10. 1 2 3  “zissizennzi.pdf”.   浜松市 (2024年1月4日). 2024年6月19日閲覧。
11. ↑  “柳通交番｜静岡県警察”.   静岡県警察 (2024年1月1日). 2024年6月19日閲覧。
12. ↑  “消防署の町別管轄「た」／浜松市”.   浜松市 (2024年3月21日). 2024年6月19日閲覧。